# ابریشم مصری
ابریشم مصری (نام علمی: Caesalpinia gilliesii) درختچه‌ای از تیره‌ی باقلائیان است. نام دیگر این گیاه پرنده‌ی زرد بهشتی است ولی ارتباطی با  پرنده‌ی بهشتی (Strelitzia) ندارد. بسته به میزان بارندگی تا ارتفاع ۱ تا ۴ متر می‌روید. برگ‌ها دو بار شانه‌ای (bipinnate)، به طول ۱۰ تا ۱۵ سانتی‌متر، دارای ۳ تا ۱۰ جفت انشعاب که بر روی هر انشعاب ۶ تا ۱۰ جفت برگچه به طول ۵ تا ۶ میلی‌متر و پهنای ۲ تا ۴ میلی‌متر قرار دارند. گل‌ها در خوشه‌هایی به طول تا ۲۰ سانتی‌متر قرار دارند، هر کدام از گل‌ها ۵ گلبرگ زردرنگ و ۱۰ پرچم  بلند و به رنگ قرمز دارد. میوه‌ها از نوع برگه و پوشیده از کرک‌های ترشحی قرمزرنگ هستند.
این گیاه زینتی بومی آمریکای جنوبی، آرژانتین و اروگوئه است. گرچه گیاهی گرمسیری بوده و به آب‌وهوای خشک سازش یافته است، ولی در مناطق مختلف دنیا یافت می‌شود.

## خواص پزشکی
در جنگل آمازون از ریشهٔ این گیاه برای درمان تب، زخم و سرفه استفاده می‌شود. همچنین توسط مردم آمازون گفته می‌شود که خوردن ریشهٔ آن در اوایل حاملگی باعث سقط جنین می‌شود. با این حال، باید توجه داشت که دانه و غلاف بذر سبز این گیاه سمی، تحریک کننده و باعث استفراغ شدید و سایر علائم شکمی است.